# 5471 Tunguska
5471 Tunguska este un asteroid din centura principală de asteroizi.

## Descriere
5471 Tunguska este un asteroid din centura principală de asteroizi. A fost descoperit pe 13 august 1988 la Observatoire de Haute-Provence de Eric Walter Elst. Asteroidul prezintă o orbită caracterizată de o semiaxă mare de 3,00 ua, o excentricitate de 0,07 și o înclinație de 9,3° în raport cu ecliptica.